# Vuelta Ciclista Chiapas
Die Vuelta Ciclista Chiapas (dt. Chiapas-Rundfahrt) ist ein mexikanisches Straßenradrennen.
Die Vuelta Ciclista Chiapas ist ein Etappenrennen, das 2008 zum ersten Mal ausgetragen wurde. Seitdem ist es auch Teil der UCI America Tour und ist in die UCI-Kategorie 2.2 eingestuft. Ursprünglich sollte das Rennen im März stattfinden, wurde dann aber abgesagt und in den November verschoben. Austragungsort ist der mexikanische Bundesstaat Chiapas.
2010 zählte das Rennen nicht zum UCI-Kalender.

## Siegerliste
- 2011  Iván Casas
- 2010  Mauricio Neisa
- 2009  Libardo Niño
- 2008  Gregorio Ladino